# Przetwarzanie strumieniowe
Przetwarzanie strumieniowe (ang. stream processing) – paradygmat programowania, odpowiednik programowania przepływu danych (ang. dataflow programming), przetwarzaniu strumieni zdarzeń (ang. event-stream processing) oraz programowaniu reakcyjnemu (ang. reactive programming), dzięki któremu niektóre programy mogą łatwiej wykorzystywać ograniczoną formę przetwarzania równoległego. Takie aplikacje mogą wykorzystywać wiele jednostek obliczeniowych, takich jak jednostka zmiennoprzecinkowa w jednostce przetwarzania grafiki czy programowalne macierze bramek (FPGA) bez jawnego zarządzania pamięcią, synchronizacją lub komunikacją między tymi jednostkami.